# Verily
Verily Life Sciences, també coneguda com a Verily (anteriorment Google Life Sciences), és l'organització de recerca d'Alphabet Inc. dedicada a l'estudi de les ciències de la vida. L'organització anteriorment era una divisió de Google X, fins al 10 d'agost del 2015, quan Sergey Brin va anunciar que l'organització es convertiria en una filial independent d'Alphabet Inc. Aquest procés de reestructuració es va completar el 2 d'octubre del 2015. El 7 de desembre del 2015, Google Life Sciences va passar a anomenar-se Verily.

## Investigadors
A partir del juliol del 2014, entre els membres de l'equip d'investigació hi havia l’Andrew Conrad, fundador de l'Institut Nacional de Genètica de LabCorp, Vik Bajaj, expert en ressonància magnètica nuclear, Marija Pavlovic, que estudia l'efecte de la radiació sobre l’ADN, Alberto Vitari, biòleg del càncer, Brian Otis, que va treballar a la lent de contacte sensible a la glucosa de Google Venture, i Mark DePristo, que va treballar al Genome Analysis Toolkit (GATK) a l'Institut Broad. El doctor Thomas R. Insel va anunciar el 15 de setembre del 2015 que renunciava a la direcció de l’Institut Nacional de Salut Mental (NIMH) per unir-se a aquesta divisió.

## Adquisicions i finançament
El 9 de setembre del 2014, la divisió va adquirir el laboratori Lift, els fabricants de Liftware. Verily Life Sciences el gener del 2019 va recaptar mil milions de dòlars en finançament. L’Andy Conrad va continuar sent CEO(director general). A finals del 2019, Verily va vendre la seva participació en una empresa conjunta de cirurgia assistida per robots Verb Surgical al soci de desenvolupament Johnson & Johnson per una suma no revelada. A l’agost de 2020, Verily va anunciar que entrava al mercat assegurador amb el llançament de Coefficient Insurance Company. La nova filial comptarà amb el suport de la unitat d’assegurances comercials de Swiss Re Group.

## Projectes
Desenvolupar solucions integrals que combinin dispositius, programari, medicina i atenció professional per permetre una gestió de malalties senzilla i intel·ligent per a persones amb diabetis, en col·laboració amb Sanofi.
Una cullera per a persones amb tremolors.
L’Study Baseline, un projecte per recollir informació de dispositius genètics, moleculars i portables de suficients persones per crear una imatge del que hauria de ser una persona saludable.
Una polsera de seguiment de la salut.
Una plataforma de nanopartícules per detectar malalties que funcionen amb la polsera, un projecte anomenat Tricorder.
Avenços en robòtica quirúrgica, en col·laboració amb Johnson & Johnson.
Desenvolupament i comercialització de medicaments bioelectrònics, en col·laboració amb GlaxoSmithKline
Desenvolupament de monitors de glucosa contínua (CGM) miniaturitzats en col·laboració amb Dexcom
Lents de contacte que permeten a les persones amb diabetis comprovar contínuament els seus nivells de glucosa mitjançant un mètode no intrusiu. El 16 de novembre del 2018, Verily va anunciar que deixaria aquest projecte.
Sabates intel·ligents per al seguiment de la salut i la detecció de caigudes